# 台灣播出之日劇列表 (2018年)
←2017年 - 2018年 - 2019年→
2018年台灣播出之日劇列表為在2018年台灣播映過之日本電視劇列表，此列表僅列出首播的日本電視劇。
| 日期     | 劇名 (日文)                                           | 日本電視台 | 台灣電視台     | 主要演員           | 網站                        | 日本播出季節       |
| -------- | ----------------------------------------------------- | ---------- | -------------- | ------------------ | --------------------------- | ------------------ |
| 1月10日  | 天才婦科醫2 （コウノドリ (第2シリーズ)）                                      | TBS        | 緯來日本台     | 綾野剛             | 網頁 （页面存档备份，存于） | 2017 秋            |
| 1月20日  | 99.9 不可能的翻案2 （99.9 -刑事専門弁護士- SEASON II）                               | TBS        | 緯來日本台     | 松本潤             | 網頁（页面存档备份，存于）  | 2018 冬            |
| 1月25日  | 來自星星的他 （スターマン・この星の恋）                                     | KTV        | 緯來日本台     | 廣末涼子           | 網頁 （页面存档备份，存于） | 2013 夏            |
| 1月25日  | 天才主廚的饗宴 （dinner）                                   | CX         | 緯來日本台     | 江口洋介           | 網頁（页面存档备份，存于）  | 2013 冬            |
| 1月28日  | BG-搏命保鑣- （BG～身辺警護人～）                                     | EX         | WAKUWAKU JAPAN | 木村拓哉           | 網頁                        | 2018 冬            |
| 2月25日  | 絕景偵探Season2 （絶景探偵｡シーズン2）                | FCT        | 國興衛視       | 板橋駿谷           | 網頁 （页面存档备份，存于） | 2017 秋            |
| 3月6日   | 果然愛情很麻煩 （#）                                  | TOKYO MX   | 亞洲旅遊台     | 水澤惠麗奈         | [ 網頁]                     | 2018 冬            |
| 3月22日  | 大小姐的骨推理 （櫻子さんの足下には死体が埋まっている）                                   | CX         | 緯來日本台     | 觀月亞里沙         | 網頁 （页面存档备份，存于） | 2017 春            |
| 4月2日   | 民眾之敵 （民衆の敵〜世の中、おかしくないですか!?〜） | CX         | 緯來日本台     | 篠原涼子           | 網頁（页面存档备份，存于）  | 2017 秋            |
| 4月7日   | 櫻花道附近的故事 （桜坂近辺物語）                     | CX         | 星衛娛樂台     | 原田泰造           | [ 網頁]                     | 2016 冬            |
| 4月8日   | 按摩偵探 （マッサージ探偵ジョー）                     | TX         | 國興衛視       | 中丸雄一           | 網頁 （页面存档备份，存于） | 2017 春            |
| 4月15日  | 信用詐欺師JP （コンフィデンスマンJP）                                     | CX         | WAKUWAKU JAPAN | 長澤雅美           | 網頁 （页面存档备份，存于） | 2018 春            |
| 4月16日  | 警報：奪命紅顏 （サイレーン 刑事×彼女×完全悪女）                                   | KTV        | WAKUWAKU JAPAN | 松坂桃李           | 網頁（页面存档备份，存于）  | 2015 秋            |
| 4月21日  | 信號 （シグナル 長期未解決事件捜査班）                                             | KTV        | WAKUWAKU JAPAN | 坂口健太郎         | 網頁 （页面存档备份，存于） | 2018 春            |
| 4月21日  | 人事女惡魔 （Missデビル 人事の悪魔・椿眞子）                                       | NTV        | 緯來日本台     | 菜菜緒             | 網頁 （页面存档备份，存于） | 2018 春            |
| 4月27日  | 人民之王特別篇 - 嶄新陰謀 （民王スペシャル〜新たなる陰謀〜）                        | EX         | WAKUWAKU JAPAN | 遠藤憲一、菅田將暉 | 網頁 （页面存档备份，存于） | 2016 春            |
| 4月27日  | 神探夏洛克小姐 （ミス・シャーロック/Miss Sherlock）                                   | Hulu       | HBO            | 竹內結子           | 網頁（页面存档备份，存于）  | 2018 春            |
| 5月1日   | 人民之王番外篇 - 戀情選戰 （民王スピンオフ〜恋する総裁選〜）                        | EX         | WAKUWAKU JAPAN | 高橋一生           | 網頁 （页面存档备份，存于） | 2016 春            |
| 5月12日  | 最強名醫 特別篇 2018 （DOCTORS〜最強の名医〜新春スペシャル）                             | EX         | WAKUWAKU JAPAN | 澤村一樹           | 網頁（页面存档备份，存于）  | 2018 冬            |
| 5月16日  | 法醫女王 （アンナチュラル）                                         | TBS        | 緯來日本台     | 石原聰美           | 網頁 （页面存档备份，存于） | 2018 冬            |
| 5月22日  | 窗邊的小荳荳 （トットちゃん!）                                     | EX         | 緯來日本台     | 清野菜名、松下奈緒 | 網頁（页面存档备份，存于）  | 2017 秋            |
| 6月28日  | 有錢人家鳥事多 （もみ消して冬〜わが家の問題なかったことに〜）                                   | NTV        | 緯來日本台     | 山田涼介           | 網頁 （页面存档备份，存于） | 2018 冬            |
| 7月3日   | 流星花園C5 （花のち晴れ〜花男 Next Season〜）                                       | TBS        | 緯來日本台     | 杉咲花             | 網頁 （页面存档备份，存于） | 2018 春            |
| 7月15日  | 絕對零度3 （絶対零度〜未然犯罪潜入捜査〜）                                        | CX         | WAKUWAKU JAPAN | 澤村一樹           | 網頁 （页面存档备份，存于） | 2018 夏            |
| 7月21日  | Good Doctor 善良醫生 （グッド・ドクター）                             | CX         | WAKUWAKU JAPAN | 山崎賢人           | 網頁 （页面存档备份，存于） | 2018 夏            |
| 7月21日  | 優雅京都傲嬌姐 （はんなりギロリの頼子さん）                                   | KTV        | WAKUWAKU JAPAN | 橫山由依           | 網頁 （页面存档备份，存于） | 2018 春            |
| 7月21日  | 熱舞啦啦隊 （チア☆ダン）                                       | TBS        | 緯來日本台     | 土屋太鳳           | 網頁 （页面存档备份，存于） | 2018 夏            |
| 7月24日  | 男扮女裝家政婦2 （家政夫のミタゾノ2）                                  | EX         | 緯來日本台     | 松岡昌宏           | 網頁（页面存档备份，存于）  | 2018 春            |
| 8月17日  | 瞞天過海恐嚇你 （今からあなたを脅迫します）                                   | NTV        | 緯來日本台     | 藤岡靛、武井咲     | 網頁（页面存档备份，存于）  | 2017 秋            |
| 8月30日  | 大叔之愛 （おっさんずラブ）                                         | EX         | 緯來日本台     | 田中圭             | 網頁 （页面存档备份，存于） | 2018 春            |
| 9月10日  | 未解決之女 （未解決の女 警視庁文書捜査官）                                       | EX         | 緯來日本台     | 波瑠               | 網頁 （页面存档备份，存于） | 2018 春            |
| 9月15日  | 向月行舟 （月に行く舟）                                         | CBC        | WAKUWAKU JAPAN | 和久井映見         | 網頁 （页面存档备份，存于） | 2014 秋            |
| 9月20日  | 華麗大復仇 （モンテ・クリスト伯 -華麗なる復讐-）                                       | CX         | 緯來日本台     | 藤岡靛             | 網頁（页面存档备份，存于）  | 2018 春            |
| 9月22日  | 三輪明月 （三つの月）                                         | CBC        | WAKUWAKU JAPAN | 原田知世           | 網頁 （页面存档备份，存于） | 2015 秋            |
| 9月23日  | BORDER靈異界限 贖罪 （BORDER 贖罪）                              | EX         | WAKUWAKU JAPAN | 小栗旬             | 網頁 （页面存档备份，存于） | 2017 秋            |
| 9月24日  | 健康又文化的最低限度生活 （健康で文化的な最低限度の生活）                         | KTV        | WAKUWAKU JAPAN | 吉岡里帆           | 網頁 （页面存档备份，存于） | 2018 夏            |
| 9月30日  | BORDER靈異界限 衝動-驗屍官・比嘉美佳- （BORDER 衝動〜検視官・比嘉ミカ〜）            | EX         | WAKUWAKU JAPAN | 波瑠               | 網頁 （页面存档备份，存于） | 2017 秋            |
| 10月13日 | 非獸性男女 （獣になれない私たち）                                       | NTV        | 緯來日本台     | 新垣結衣、松田龍平 | 網頁 （页面存档备份，存于） | 2018 秋            |
| 10月20日 | 不敗律師事務所V （リーガルV〜元弁護士・小鳥遊翔子〜）                                  | EX         | WAKUWAKU JAPAN | 米倉涼子           | 網頁 （页面存档备份，存于） | 2018 秋            |
| 10月21日 | 下町火箭2 （下町ロケット（第2シリーズ））                                        | TBS        | WAKUWAKU JAPAN | 阿部寬             | 網頁（页面存档备份，存于）  | 2018 秋            |
| 10月21日 | 我們的奇跡 （僕らは奇跡でできている）                                       | KTV        | WAKUWAKU JAPAN | 高橋一生           | 網頁 （页面存档备份，存于） | 2018 秋            |
| 10月22日 | 女強人小媽 （義母と娘のブルース）                                       | TBS        | 緯來日本台     | 綾瀨遙             | 網頁 （页面存档备份，存于） | 2018 夏            |
| 10月29日 | 笑口常開 （わろてんか）                                         | NHK        | 緯來日本台     | 葵若菜             | 網頁（页面存档备份，存于）  | 2017 秋 ～ 2018 冬 |
| 11月2日  | 嬌妻芳鄰問題多 （隣の家族は青く見える）                                   | CX         | 緯來日本台     | 深田恭子           | 網頁 （页面存档备份，存于） | 2018 冬            |
| 12月3日  | 天才外科醫 （ブラックペアン）                                       | TBS        | 緯來日本台     | 二宮和也           | 網頁 （页面存档备份，存于） | 2018 春            |